# Tetragnatha ramboi
Tetragnatha ramboi là một loài nhện trong họ Tetragnathidae.
Loài này thuộc chi Tetragnatha. Tetragnatha ramboi được Cândido Firmino de Mello-Leitão miêu tả năm 1943.